# Hrutov
Obec Hrutov (do roku 1925 a v místním nářečí Hrotov, německy Hortau) se nachází v okrese Jihlava v kraji Vysočina. Území Hrutova je enklávou v území Kněžic. Malá vesnička s kostelíkem kousek od Brtnice leží pod Strážní horou. Nad vesnicí se nacházejí rybníky Nový a Obůrka s bohatou pobřežní vegetací, nedaleko vesnice leží přírodní památka Na podlesích s chráněnou jarní květenou. Žije zde 101 obyvatel.
Sousedními obcemi sídla jsou Kněžice.

## Název
Název se vyvíjel od varianty Hruttow (1528), Hrutow (1590, 1678), Hrotow a Hrotov (1906) až k podobě Hrutov v roce 1924. Místní jméno vzniklo přidáním přivlastňovací přípony -ov k osobnímu jménu Hrut (z rodu Hrutoviců). Změna u na o (Hrutov na Hrotov) v letech 1718 až 1906 byla ovlivněna hanáckým nářečím.

## Historie
První písemná zmínka o obci pochází z roku 1490. Jméno obce pochází od pána Hruta, který tu dříve sídlil na své tvrzi. Kousek hradeb se do dneška dochoval.
V letech 1869–1910 příslušel k vesnici Brodce. K 1. lednu 2007 byla obec převedena z okresu Třebíč do okresu Jihlava.

## Přírodní poměry
Hrutov leží v okrese Jihlava v Kraji Vysočina. Nachází se 2 km jihovýchodně od Kněžic, 7 km jižně od Brtnice a 5 km severně od Opatova. Geomorfologicky je oblast součástí Křižanovské vrchoviny a jejího podcelku Brtnická vrchovina, v jehož rámci spadá pod geomorfologický okrsek Puklická pahorkatina. Průměrná nadmořská výška činí 578 metrů. Nejvyšší bod, Stráží hora (615 m n. m.), leží jižně od obce. Hrutovem protéká bezejmenný potok, který se západně od vsi vlévá do řeky Brtnice. Na potoce východně od Hrutova leží dva rybníky – Obůrka a Nový rybník.

### Orchidejová louka
U Hrutova se nachází unikátní louka, na které kvete vzácná orchidej prstnatec májový a která se po několik staletí kosí pouze ručně. Jde o přírodní rezervaci v níž roste i řada dalších vzácných rostlin, např. vrba rozmarýnolistá či vachta trojlistá, ale také skokan hnědý nebo některé druhy vzácných brouků a motýlů.

## Obyvatelstvo
Podle sčítání 1930 zde žilo v 49 domech 233 obyvatel. 228 obyvatel se hlásilo k československé národnosti a 1 k německé. Žilo zde 233 římských katolíků.
| Rok            | 1869 | 1880 | 1890 | 1900 | 1910 | 1921 | 1930 | 1950 | 1961 | 1970 | 1980 | 1991 | 2001 | 2011 |
| Počet obyvatel | 241  | 265  | 274  | 246  | 265  | 253  | 233  | 217  | 215  | 197  | 139  | 89   | 83   | 88   |

## Obecní správa a politika

### Členství ve sdruženích
Obec je členem Svazku obcí mikroregionu Černé lesy a Místní akční skupiny Podhorácko.

### Zastupitelstvo a starosta
Obec má sedmičlenné zastupitelstvo, v jehož čele stojí starosta Zdeněk Vrtal.
| Období    | Voliči | Účast v % | Mandáty | Výsledky              | Starosta     |
| --------- | ------ | --------- | ------- | --------------------- | ------------ |
| 2006–2010 | 61     | 81,97     | 7       | 4 Nezávislí 3 KDU-ČSL | Milan Novák  |
| 2010–2014 | 66     | 87,88     | 7       |                       | Zdeněk Vrtal |
| 2014–2018 | 68     | 86,76     | 7       | 6 ZA HRUTOV 1 KDU-ČSL | Zdeněk Vrtal |

### Znak a vlajka
Právo užívat znak a vlajku bylo obci uděleno rozhodnutím Poslanecké sněmovny Parlamentu České republiky dne 22. listopadu 2001.
Znak: V modrém štítě šikmý zlatý zúžený hrot, nahoře půl zlaté mušle a půl stříbrné lilie, dole tři kosmá stříbrná břevna. Vlajka: Modrý list se šikmým žlutým klínem vycházejícím ze čtvrté čtvrtiny žerďového a první čtvrtiny dolního okraje do horního cípu listu. V žerďovém modrém poli půl žluté svatojakubské mušle a půl bílé lilie. Ve vlajícím modrém poli tři bílé kosmé pruhy široké jednu osminu délky listu a kolmé na dolní stranu klínu. Poměr šířky k délce listu je 2 : 3.

## Hospodářství a doprava
Obcí prochází silnice III. třídy č. 4029 do Brodců. Dopravní obslužnost zajišťuje dopravce TRADO-BUS. Autobusy jezdí ve směrech Třebíč a Kněžice.